# 가타이 다쿠미
가타이 다쿠미(일본어: 片井 巧, 1995년 11월 14일~)는 일본의 축구 선수이다.

## 구단 경력
그는 2018년 FC 이마바리에 입단했다. 2020년까지 21경기에 출전하여, 1득점을 넣었다. 2021년 일본 지역 리그의 본즈 이치하라로 이적했다. 2022년후 현역 은퇴.